# Петър Саратинов
Петър Д. Саратинов или Сарадинов е български революционер, деец на Вътрешната македоно-одринска революционна организация.

## Биография
Петър Саратинов е роден през 1865 година в град Прилеп, тогава в Османската империя. По професия е свещар. Става член на Прилепския комитет на ВМОРО през 1895 година. По-късно е неколкократно арестуван и лежи в затворите в Прилеп и Кичево. Умира на 11 ноември 1923 година.